# Nicolaas Bloembergen
Nicolaas Bloembergen (n. 11 martie 1920, Dordrecht, Olanda de Sud, Țările de Jos – d. 5 septembrie 2017, Tucson, Arizona, SUA) a fost un fizician american de origine neerlandeză, laureat al Premiului Nobel pentru Fizică, în 1981, împreună cu Arthur Schawlow, pentru contribuțiile lor în domeniul spectroscopiei laser. Cei doi au primit o jumătate din premiu, cealaltă fiind acordată lui Kai Siegbahn.

## Biografie
S-a născut la Dordrecht (Olanda). A absolvit Universitatea din Utrecht (1943). În anii 1947-1949 a lucrat la Universitatea din Leida. Din 1949 lucrează la Universitatea Harvard (SUA).  Este profesor din anul 1975. 

## Creația științifică
Lucrările se referă la rezonanța nucleară și electronică paramagnetică, electronica cuantică, optica neliniară și spectroscopie laser. În anul 1956 a sugerat aplicarea metodei cu 3 nivele  pentru a crea amplificatoare cuantice de diapazon radio pe bază de cristale paramagnetice (mazeri parammagnetici) și a elaborat schema mazerului solid de acțiune continuă.  
În anul 1948 concomitent cu E. Purcell și Robert Pound a introdus noțiunea de temperatură de spin, mai înaltă decât temperatura rețelei cristaline. Tot împreună cu aceștia a pus bazele teoriei microscopice de relaxare în lichide. În anul 1949 a introdus ideea de difuzie a spinului.
În anul 1959, independent de Joseph Weber a elaborat contoarele cuantice. A sugerat ca standard de frecvență folosirea mazerului cu câmp nul.  Are contribuții însemnate în formularea legilor opticii neliniare  în colaborare cu Peter  S. Pershan și  independent de  Norman Myles Kroll și Rem Hohlov (1962). 